# أحمد صالح السيف
أحمد بن صالح بن حمد السيف هو عضو في مجلس الشورى السعودي منذ 3 ربيع الأول، 1438هـ. يعمل أحمد السيف عضو لجنة دراسة تشريعات الإعاقة في المملكة، بهيئة الخبراء في مجلس الوزراء.

## الحياة التعليمية
- دكتوراه الفلسفة في القانون (قانون حقوق الإنسان) امتياز مع مرتبة الشرف، جامعة نيوكاسل، المملكة المتحدة، 2008م.[2]
- ماجستير في القانون (امتياز مع مرتبة الشرف الأولى) جامعة كيس وسترن، كليفلاند، أوهايو، الولايات المتحدة الأمريكية، 2003م.
- دبلوم دراسات الأنظمة - معهد الإدارة العامة، الرياض.
- بكالوريوس الشريعة، جامعة الإمام محمد بن سعود.

## الحياة المهنية
- 2016م – تاريخه عضو مجلس هيئة حقوق الإنســـان (الدورة الثالثة). 2011 – 2015م عضو مجلس هيئة حقوق الإنسان (الدورة الثانية). 2014م – 2015م عضو [2]لجنة دراسة أوضاع الأشخاص ذوي الإعاقة في المملكة – هيئة الخبراء في مجلس الوزراء.
- 2015م – الآن: عضو لجنة دراسة تشريعات الإعاقة في المملكة – هيئة الخبراء في مجلس الوزراء.
- 2011-2013م عضو اللجنة الشرعية والقانونية في هيئة حقوق الإنسان.
- 2012 – 2015م المشرف على وحدة حقوق الأشخاص ذوي الإعاقة في هيئة حقوق الإنسان.
- 2013 – 2015م نائب رئيس لجنة الحقوق الاقتصادية والاجتماعية والصحية في هيئة حقوق الإنسان.
- 2012 – 2014م عضو اللجنة العليا والتحضيرية لإعداد تقرير المملكة للاستعراض الدوري الشامل (UPR).
- 2011 – 2015م عضو لجنة مشروع خادم الحرمين الشريفين لنشر ثقافة حقوق الإنسان.
- 2015م، عضو ورشة عمل (الوصول الشامل) مركز الملك سلمان لأبحاث الإعاقة.
- التدريب المتقدم والتعريف بالاتفاقية الدولية لحقوق الأشخاص ذوي الإعاقة.
- المشاركة في برنامج الزائر الدولي للقياديين في (حقوق الأشخاص ذوي الإعاقة) إلى الولايات المتحدة الأمريكية في أغسطس 2015م.
- 1988 – 1993م مستشار قانوني – جامعة الملك سعود.

## الندوات والمؤتمرات
- المشاركة في المؤتمر الدولي للحوار حول مفاهيم العدالة وحقوق الإنسان في الأديان الثلاثة (الإسلام، النصرانية واليهودية) جامعة مانشستر، المملكة المتحدة , July 2008.
- لمشاركة في الجلسة التاسعة للجنة الأمم المتحدة المعنية بحقوق الأشخاص ذوي الإعاقة، جنيف 15 -19أبريل، 2013م.
- ترأس وفد المملكة وإلقاء مشاركة المملكة في اجتماع الجمعية العامة للأمم المتحدة الرفيع المستوى المعني بتحقيق الأهداف الإنمائية المتفق عليها دولياً فيما يتعلق بالأشخاص ذوي الإعاقة، 23 سبتمبر 2013م.
- تقديم ورقة عمل في ندوة حول «التحديات والإنجازات التي تحققت في تنفيذ الأهداف الإنمائية للألفية للنساء ذوات الإعاقة» التي نظمها وفد المملكة العربية السعودية في نيويورك على هامش المؤتمر الدولي الرفيع المستوى في الجمعية العامة للأمم المتحدة المعني بتحقيق الأهداف الإنمائية المتفق عليها دولياً فيما يتعلق بالأشخاص ذوي الإعاقة، سبتمبر 2013م.
- المشاركة في الجلسة الحادية عشرة للجنة الأمم المتحدة المعنية بحقوق الأشخاص ذوي الإعاقة، جنيف 31 مارس – 11 أبريل 2014م.
- ترأس وفد المملكة وإلقاء البيان في المؤتمر الدولي السابع للدول الأطراف في اتفاقية حقوق الأشخاص ذوي الإعاقة، الأمم المتحدة - نيويورك، 10 -12 يوليو، 2014م.
- ترأس وفد المملكة وإلقاء البيان في المؤتمر الدولي الثامن للدول الأطراف في اتفاقية حقوق الأشخاص ذوي الإعاقة، مقر الأمم المتحدة - نيويورك، 9 - 11 يوليو، 2015م.
- المشاركة بورقة عمل في ندوة (نموذج إدماج: ابتكارات في الممارسة المحلية من دولة الإمارات العربية المتحدة والمنطقة) التي نظمتها مؤسسة بينيدا – عالم التمكين، بيركلي – كاليفورنيا، برعاية الوفد الدائم لدولة الإمارات العربية المتحدة في نيويورك – 11 يوليو 2015م.
- مرشح المملكة لانتخابات لجنة خبراء الأمم المتحدة المعنية بحقوق الأشخاص ذوي الإعاقة والفائز بها عام 2016م، مقر الأمم المتحدة في نيويورك.
- ترأس وفد المملكة وإلقاء البيان في المؤتمر الدولي التاسع للدول الأطراف في اتفاقية حقوق الأشخاص ذوي الإعاقة، مقر الأمم المتحدة - نيويورك، 14 - 16 يوليو، 2016م.

## الأوسمة والجوائز
- جائزة الأميرة صيتة بنت عبد العزيز للتميّز والتمكين الاجتماعي عن مبادرة «دراسات حقوق الأشخاص ذوي الإعاقة» - 2015م.[2]
- شهادة تقديرية من المندوب السعودي الدائم لدى الأمم المتحدة في نيويورك، نظير المشاركة وتمثيل المملكة لسنوات عديدة في فعاليات الأمم المتحدة المتعلقة بحقوق الأشخاص ذوي الإعاقة 2013م.
- جائزة ومكافأة (الامتياز) الملحقية الثقافية السعودية في بريطانيا وإيرلندا 2009م.
- شهادة الامتياز الأكاديمي، كلية الحقوق، جامعة نيوكاسل، المملكة المتحدة، 2008م.
- درع التفوق الأكاديمي، كلية الحقوق، جامعة كيس وسترن، كليفلاند، أوهايو، أمريكا، 2003م.
- مكافأة الأمير بندر بن سلطان للتميز الأكاديمي، الملحقية الثقافية السعودية في واشنطن 2003م.
- جملة من الشهادات والدروع التكريمية من داخل المملكة وخارجها نظير المشاركة في مناسبات عديدة.

## الدورات التدريبية
قدَّم السيف عدة دورات تدريبية، منها:
- دورة تدريبية متقدمة في (الأمن الأساسي في الميدان – خاصة بخبراء الأمم المتحدة) 2016م.
- ورشة عمل (التطور التاريخي لحقوق الإنسان) هيئة حقوق الإنسان بالتعاون مع المفوضية السامية لحقوق الإنسان في الأمم المتحدة. الرياض، 22 -23 نوفمبر 2016م.
- ورشة عمل (تطور مفهوم حقوق الإنسان في إطار النظام الدولي والإقليمي لحقوق الإنسان) هيئة حقوق الإنسان بالتعاون مع المفوضية السامية لحقوق الإنسان في الأمم المتحدة، الرياض، 29 – 30 نوفمبر 2016م.
- ورشة تدريبية في إعداد التقارير الخاصة بتنفيذ اتفاقية الأمم المتحدة المعنية بحقوق الأشخاص ذوي الإعاقة، أكتوبر 2012م بالتعاون مع جامعة الدول العربية ومجلس التعاون الخليجي والأمم المتحدة، الشارقة، دولة الإمارات العربية المتحدة.

## وصلات خارجية
- صفحة أحمد صالح السيف على موقع مجلس الشورى السعودي الرسمي.